# Дідицький Богдан Андрійович
Богда́н Андрі́йович Діди́цький (ім'я при народженні Теодосій (Феодосій); 1 лютого 1827, Угнів — 19 січня 1909, Львів) — український письменник, редактор, журналіст з Королівства Галичини та Володимирії, належав до москвофільського напрямку.

## Життєпис
Народився 1 лютого 1827 року в Угневі в сім'ї греко-католицького священника Андрія Дідицького і його дружини Маріанни з дому Кучинська. Мав брата-близнюка Антонія. Вчився в гімназіях Львова та Перемишля, вищу освіту здобув у Віденському університеті.
З юності захопився літературою, під впливом Тараса Шевченка та Івана Котляревського видав збірку «Пісні руского кобзаря», деяку популярність здобула його поема «Буй-Тур Всеволод, князь Курський».
Гостро виступав проти спроби нав'язати українській мові латинську абетку («О неудобности латинской азбуки в письменности руской»). Після 1848-го року перейшов на близькі до москвофільства позиції. Видав брошуру «В один час научиться малорусину по-великорусски», у якій доводив, що є одна «руська мова» з двома вимовами. Брошура Б. Дідицького була видана анонімно, та конфіскована австрійською поліцією.
Як журналіст, Дедицький брав активну участь у виданні часопису «Слово» та альманаху «Галицька Зоря-альбум». Залишив спомини (Своежитьеві записки). Більшість поем Дідицького написані язичієм, та позбавлена значної мистецької вартості. Опублікував свій переклад «Слова о полку Ігоревім»
Справжнє ім'я Богдана Дедицького Феодосій, однак після революції 1848 року він взяв собі псевдонім Богдан, що був дослівним слов'янським перекладом його грецького імені Феодосій.
Протягом 1861—1871 років редагував газету «Слово» (спершу мовою, близькою до народної, а потім — «язичієм»), у якій друкував ознайомчі статті для галицького читача про творчість Шевченка, Юліана Федьковича та інших. Його заходами львівська літографія А. Косткевича 1862 року випустила перший у Галичині портрет Шевченка (розміром у літографічний аркуш). 1863 року портрет двічі перевидано — розміром у чверть аркуша.
1866 року видав у Львові підручник отця Михайла Оброци «Руська читанка для нижчої гімназії» — в ній уперше до державної шкільної програми Галичини було уведено твори наддніпрянських письменників — Леоніда Глібова, Євгена Гребінки, М.Максимовича, Тараса Шевченка. Цим підручником започатковано вивчення творів Шевченка в школах України.
Помер у Львові 19 січня 1909 року, похований у спільній гробниці галицьких москвофілів на Личаківському цвинтарі, поле № 72.

## Твори
- Пісні руского Кобзаря — 1853
- Конюший — 1853
- Народна історія Русі — 1858
- О неудобності латинськой азбуки в письмености руской — 1859
- Споръ о рускую азбуку [Архівовано 30 жовтня 2020 у Wayback Machine.] — 1859
- Буй-Тур Всеволод, князь Курський — 1860
- Народная исторія Руси от начала до новейших времен… Часть вторая. 1868.
- Своежитьеві записки — 1906